# 马振抚镇
马振抚乡，是中华人民共和国河南省南阳市唐河县下辖的一个乡镇级行政单位。

## 行政区划
马振抚乡下辖以下地区：
马振抚村、姚湖村、郭桥村、关地村、前庄村、姚岗村、栗棚村、八里冲村、牛寨村、双河村、郝庄村、胡营村、简庄村、贾庄村、冷近沟村、李庄村、二烈村、绵羊山村、下冲村、逯岗村、上刘庄村、太章村、王庄村和南阳油田双北东区。